# 2,6-dimetiloctano
El 2,6-dimetiloctano es un alcano de cadena ramificada con fórmula molecular C10H22.